# Bracca subfumosa
Bracca subfumosa là một loài bướm đêm trong họ Geometridae.

## Hình ảnh

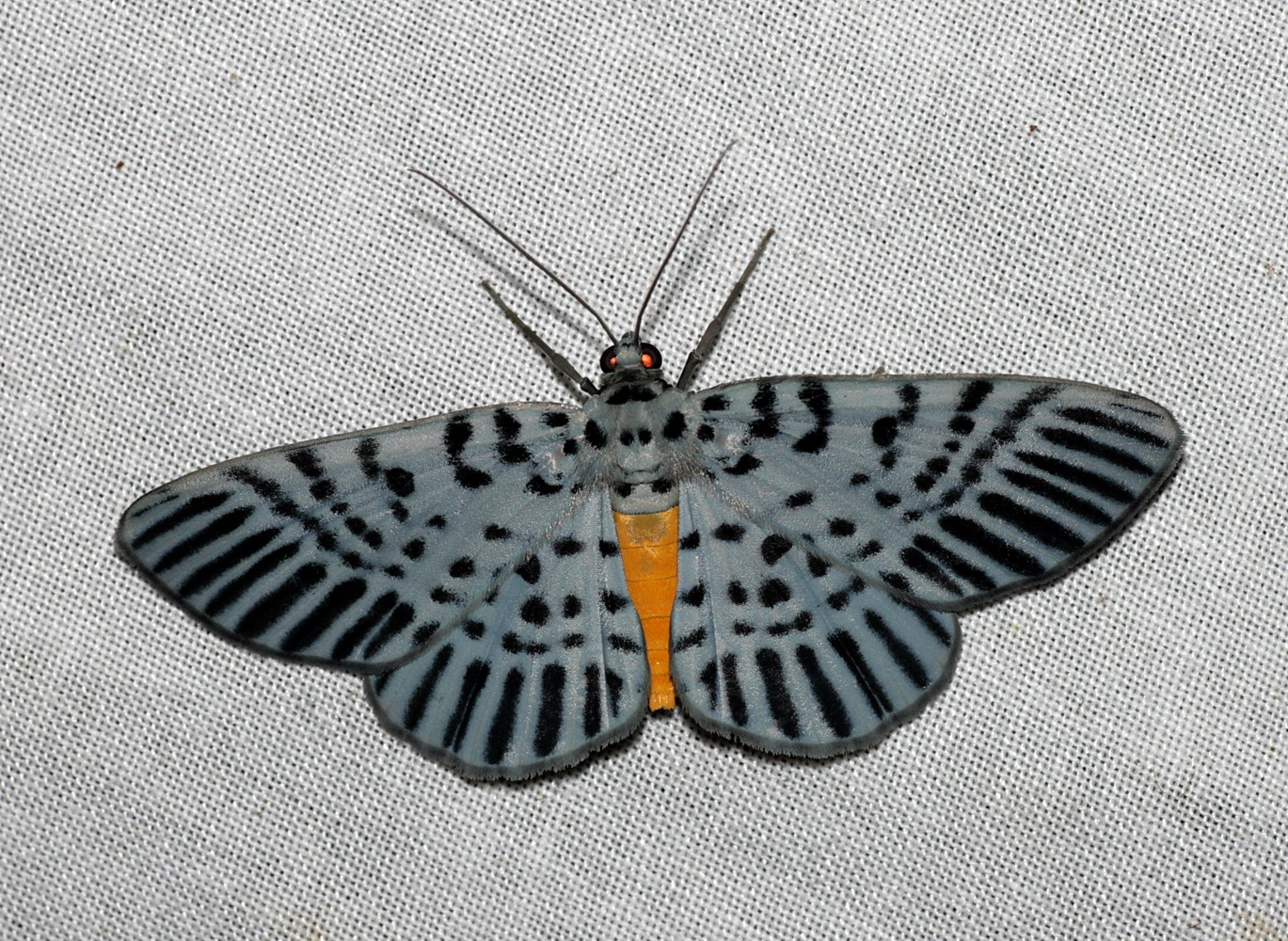